# Lissopholidisis ampliflora
Lissopholidisis ampliflora is een zachte koraalsoort uit de familie Isididae. De koraalsoort komt uit het geslacht Lissopholidisis. Lissopholidisis ampliflora werd in 1998 voor het eerst wetenschappelijk beschreven door Alderslade. 